# René Alpsteg
René Alpsteg, né le 3 décembre 1920 à Bonneville (Haute-Savoie) et mort le 24 décembre 2001 à Vétraz-Monthoux (Haute-Savoie), est un footballeur international français. Son frère Léon est également footballeur.

## Biographie
Formé par l'ex-Sétois Georges Kramer, il devient pro en 1944 à Saint-Étienne. 
Il marque 104 buts en 262 matchs sous les couleurs de l'ASSE.

## Carrière
- CA Bonneville
- 1944-1953 :  AS Saint-Étienne
- 1953-1955 :  RCFC Besançon
- Termine sa carrière à Annemasse comme entraîneur-joueur.
- 12 sélections (4 buts) de 1947 à 1952 en équipe de France A[4].